# Austrodecus elegans
Austrodecus elegans là một loài nhện biển trong họ Austrodecidae. Loài này thuộc chi Austrodecus. Austrodecus elegans được miêu tả khoa học năm 1957 bởi Stock.